# E671 (trasa europejska)

Przebieg drogi

E671 – trasa europejska łącznikowa (kategorii B), biegnąca przez zachodnią Rumunię.
E671 zaczyna się w Timișoarze, gdzie odbija od trasy europejskiej E70. Biegnie szlakami dróg krajowych:
- nr 69 do Aradu, gdzie przecina trasę E68,
- nr 79 do Oradei, gdzie przecina trasy E60 i E79,
- nr 19 do Satu Mare, gdzie łączy się z trasą europejską E81.

Ogólna długość trasy E671 wynosi 312 km.